# Ley Seca
«Ley Seca» és un senzill de Jhay Cortez, que compta amb la participació d'Anuel AA com a artista convidat. La cançó va ser publicada el dia 3 de setembre de 2021 acompanyada del videoclip oficial. Forma part del segon àlbum de Jhay Cortez, Timelezz.
Va ser la tercera col·laboració d'aquests dos cantants porto-riquenys, després de Medusa (2020) i Fiel Remix (2021). «Ley Seca» va assolir la segona posició de la llista oficial espanyola i ha estat certificada amb dos discos de platí. Això en fa el senzill de Jhay Cortez com a artista principal en assolir una posició més alta a la llista fins aleshores. També en altres països és exitós.